# Medaile za službu v Číně
Medaile za službu v Číně (anglicky China Service Medal) byla americká služební medaile udílená příslušníkům námořnictva, námořní pěchoty a pobřežní stráže Spojených států amerických. Medaile byla založena roku 1942.

## Historie a pravidla udílení
Medaile byla založena Obecným rozkazem ministerstva námořnictva No. 176 ze dne 1. července 1942. Udílena byla za službu v Číně, v čínských teritoriálních vodách a sousedících oceánských oblastech v rozhodném období od 7. července 1937 do 7. září 1939 a od 2. září 1945 do 1. dubna 1957.
Medaile byla udílena příslušníkům námořnictva, námořní pěchoty a pobřeží stráže USA. Z rozhodnutí ministra námořnictva může být udělena i příslušníkům armády či jiných složek ozbrojených sil za službu, která lze být považována za přiměřenou a slučitelnou se službou, za kterou je medaile udílena příslušníkům ozbrojených složek spadajících pod ministerstvo námořnictva. Služba v asijsko-pacifické oblasti v rozmezí od 3. září 1945 do 2. března 1946 nedává právo na udělení této medaile. Výjimkou je pokud dotyčný již splnil kritéria pro udělení Medaile za asijsko-pacifické tažení za svou službu před 2. září 1945. Medaile může být každému jedinci udělena pouze jednou za každé z obou rozhodných období.

## Popis medaile
Autorem návrhu medaile je americký sochař George Holburn Snowden. Medaile kulatého tvaru o průměru 32 mm je vyrobena z bronzu. Na přední straně je vyobrazena čínská džunka plující ve vlnách. Při vnějším okraji je nápis CHINA SERVICE. Na zadní straně je orel bělohlavý sedící na kotvě s hlavou otočenou doleva. Vedle orla je nápis FOR • SERVICE. Nad orlem je nápis UNITED STATES NAVY v případě verze pro námořnictvo a UNITED STATES MARINE CORPS v případě verze pro námořní pěchotu.
Stuha je žlutá se dvěma červenými pruhy při obou okrajích. K medaili nenáleží žádné spony, rozlišovací ani jiné insignie. V případě, že jedinec obdržel medaili dvakrát, nosí se na stuze bronzová hvězdička.